# Vidritta
Der Sektor Vidritta ist ein Schotterabschnitt, der seit 2014 jährlich in verschiedenen Varianten vom italienischen Eintagesrennen Strade Bianche befahren wird. Er verläuft auf der Strada Comunale del Padule in der Gemeinde Sovicille und wird von der Organisation mit einer Schwierigkeit von einem der fünf möglichen Sterne bewertet.

## Charakteristik
Mit nur einem Stern wird der Sektor Vidritta als leichtester Sektor der Strade Bianche bewertet. Je nachdem in welche Richtung der Sektor befahren wird verläuft er entweder leicht ansteigend oder abschüssig. Meist wird er jedoch von Südwesten nach Nordosten absolviert, womit er im Schnitt mit rund 2 % bergab führt. Dabei verläuft die Straße großteils gerade.
Im Jahr 2025 erhielt der Sektor Vidritta einen neuen Abschnitt und war insgesamt 4,4 Kilometer lang sein. Nachdem die klassische Streckenführung aus Richtung Südwest absolviert worden war, bogen die Fahrer am Ende des ursprünglichen Sektors rechts auf eine weitere Schotterstraße ab, die nach 2400 weiteren geraden Metern in die SP99 mündete.

## Geschichte
Der Sektor Vidritta stand im Jahr 2014 erstmals im Programm der Strade Bianche. Damals wurde er ebenso wie im nachfolgenden Jahr als Zweiter Sektor in der frühen Rennphase absolviert, wobei er aus südwestlicher Richtung befahren wurde. Seit dem Jahr 2016 bildet er den Auftakt der Schotter-Sektoren, wurde in den Jahren 2017 und 2018 jedoch in die entgegengesetzte Richtung absolviert. Nachdem der Abschnitt bis ins Jahr 2024 wieder in umgekehrter Richtung leicht abschüssig verlief, wurde er im Jahr 2025 um eine Rechtskurve und 2400 zusätzliche Schotter-Meter erweitert.